# 杉村繁
杉村 繁（すぎむら しげる、1957年7月31日 - ）は、元プロ野球選手（内野手）、プロ野球コーチ。現在は東京ヤクルトスワローズ一軍打撃コーチ。

## 来歴・人物

### プロ入り前
高知高等学校では、170cm未満の小柄な体格ながらスラッガーとして活躍し「中西二世」の異名をとり、また東海大相模高校の原辰徳とは「西の杉村、東の原」と並び称された。甲子園には3回連続出場。1974年春の選抜に1年上のエース高橋修二を擁し出場。2回戦で永川英植を擁する優勝候補の横浜高と対戦。高橋と永川が互いに無失点で投げ合うが、延長12回に中越え適時打を放ちサヨナラ勝ち、一躍注目を集めた。この大会では準々決勝に進むが和歌山工に敗退した。同年夏の選手権は2回戦（初戦）で中京商の原田末記に抑えられ惜敗。
3年生となった翌1975年の春の選抜では左腕エース山岡利則（近大 - 大昭和製紙）の好投もあって順調に勝ち進み、準決勝で報徳学園に辛勝。決勝では東海大相模高と激突、5-5で迎えた延長13回表に決勝打となる三塁打を放ち選抜初優勝に導く。漫画家の水島新司はこの時期の杉村をドカベンの登場人物である微笑三太郎のモデルとしている。同年夏は県予選準々決勝で玉川寿（慶大 - 日本石油）らのいた土佐高に敗れ、甲子園には届かなかった。
同年暮のドラフト会議でヤクルトスワローズから1位指名され、入団した。

### ヤクルト時代
1977年、監督の広岡達朗の指令でコンパクトな打撃に改造、更に守備を鍛えられ、その甲斐もあって主に遊撃手として32試合に出場。
1979年には、5月から遊撃手として水谷新太郎と併用され51試合に先発出場、自己最高の185打数45安打を記録した。その後も内野のユーティリティープレイヤーとして活躍。
1982年には主に二塁手として26試合に先発する。
1987年に引退。
高校時代の杉村を間近で見た審判に「杉村はどれ程の（凄い）選手になるのか」と言わしめる程だったが、プロ12年間でわずか4本塁打に終わった。

### 引退後
引退後は球団広報などのフロント業務を長く務め、1988年に鳴り物入りで入団した長嶋一茂番を務めたこともある。2000年、若松勉監督のもと打撃コーチ補佐として抜擢・起用され、その後、打撃・走塁コーチに昇格。打撃コーチとしては、現役時代の師の中西太の教えをベースとして指導している。
2007年まで一軍打撃コーチとして青木宣親などを指導し、チームの打力強化に努めた。
2008年からは横浜ベイスターズの一・二軍巡回打撃コーチ（正式な肩書きは湘南シーレックス育成総合コーチ）に就任し内川聖一の首位打者タイトル獲得に貢献するなど横浜でも実績を残した。
2009年からは駒田徳広と共に一軍打撃コーチを務めたが前年のチーム打率.266を大きく下回るチーム打率.239（リーグ最下位）と低迷した。4月16日の広島戦（3回戦）で、監督の大矢明彦が遅延行為により退場となったため監督代行を務めた。
2010年からは一軍打撃チーフコーチを務めたが、前年同様2年連続チーム打率12球団最低を記録するなど打撃が低迷した。
2011年は巡回打撃コーチを務めた。
2012年は夕刊フジの野球評論家を務めた。
2013年からはヤクルトに復帰し、二軍打撃コーチを務める。
2013年10月23日、2014年シーズンより一軍打撃コーチに就任することが発表された。打撃コーチとして、山田哲人の育成などに結果を残した。
2015年から2017年は一軍チーフ打撃コーチ。
2018年からは巡回コーチ。
2020年からは再び一軍打撃コーチ。村上宗隆、塩見泰隆、長岡秀樹を育てた。
2021年はチーム得点がリーグトップ625を記録し、6年ぶりのリーグ優勝、20年ぶりの日本一に貢献した。
2022年は2年連続リーグトップの得点力を挙げ、リーグ連覇に貢献した。
2024年、西川遥輝を再生した。2025年シーズン開幕直前の3月27日、スコアラー兼任となる。

## 詳細情報

### 年度別打撃成績
| 年 度      | 球 団      | 試 合 | 打 席 | 打 数 | 得 点 | 安 打 | 二 塁 打 | 三 塁 打 | 本 塁 打 | 塁 打 | 打 点 | 盗 塁 | 盗 塁 死 | 犠 打 | 犠 飛 | 四 球 | 敬 遠 | 死 球 | 三 振 | 併 殺 打 | 打 率 | 出 塁 率 | 長 打 率 | O P S |
| ---------- | ---------- | ----- | ----- | ----- | ----- | ----- | -------- | -------- | -------- | ----- | ----- | ----- | -------- | ----- | ----- | ----- | ----- | ----- | ----- | -------- | ----- | -------- | -------- | ----- |
| 1977       | ヤクルト   | 32    | 19    | 18    | 1     | 3     | 1        | 0        | 0        | 4     | 1     | 0     | 0        | 0     | 0     | 1     | 0     | 0     | 8     | 0        | .167  | .211     | .222     | .433  |
| 1978       | ヤクルト   | 3     | 7     | 6     | 0     | 0     | 0        | 0        | 0        | 0     | 0     | 0     | 0        | 1     | 0     | 0     | 0     | 0     | 1     | 0        | .000  | .000     | .000     | .000  |
| 1979       | ヤクルト   | 77    | 209   | 185   | 10    | 45    | 5        | 1        | 0        | 52    | 9     | 0     | 1        | 13    | 0     | 11    | 1     | 0     | 32    | 9        | .243  | .286     | .281     | .567  |
| 1980       | ヤクルト   | 29    | 59    | 53    | 5     | 13    | 3        | 0        | 1        | 19    | 4     | 0     | 0        | 2     | 0     | 2     | 0     | 2     | 5     | 3        | .245  | .298     | .358     | .656  |
| 1981       | ヤクルト   | 40    | 87    | 81    | 4     | 19    | 5        | 0        | 0        | 24    | 7     | 0     | 1        | 1     | 1     | 3     | 2     | 1     | 12    | 1        | .235  | .267     | .296     | .563  |
| 1982       | ヤクルト   | 87    | 124   | 109   | 8     | 25    | 3        | 1        | 1        | 33    | 5     | 1     | 2        | 10    | 0     | 4     | 1     | 1     | 12    | 2        | .229  | .263     | .303     | .566  |
| 1983       | ヤクルト   | 65    | 57    | 53    | 6     | 10    | 2        | 0        | 1        | 15    | 6     | 0     | 0        | 2     | 1     | 1     | 0     | 0     | 10    | 0        | .189  | .200     | .283     | .483  |
| 1984       | ヤクルト   | 60    | 91    | 81    | 8     | 22    | 3        | 0        | 1        | 28    | 11    | 0     | 0        | 2     | 0     | 7     | 1     | 1     | 21    | 4        | .272  | .337     | .346     | .683  |
| 1985       | ヤクルト   | 38    | 43    | 37    | 4     | 8     | 0        | 0        | 0        | 8     | 2     | 0     | 0        | 1     | 0     | 5     | 0     | 0     | 4     | 1        | .216  | .310     | .216     | .526  |
| 1986       | ヤクルト   | 8     | 6     | 6     | 0     | 0     | 0        | 0        | 0        | 0     | 0     | 0     | 0        | 0     | 0     | 0     | 0     | 0     | 3     | 0        | .000  | .000     | .000     | .000  |
| 1987       | ヤクルト   | 10    | 16    | 15    | 0     | 2     | 0        | 0        | 0        | 2     | 1     | 0     | 0        | 0     | 1     | 0     | 0     | 0     | 3     | 0        | .133  | .133     | .133     | .266  |
| 通算：11年 | 通算：11年 | 449   | 718   | 644   | 46    | 147   | 22       | 2        | 4        | 185   | 46    | 1     | 4        | 32    | 3     | 34    | 5     | 5     | 111   | 20       | .228  | .271     | .287     | .558  |

### 記録
初記録
- 初出場：1977年4月6日、対広島東洋カープ2回戦（明治神宮野球場）、7回表に遊撃手として出場
- 初安打：1977年6月26日、対読売ジャイアンツ12回戦（明治神宮野球場）、9回裏に西本聖から
- 初先発出場：1977年7月5日、対読売ジャイアンツ13回戦（札幌市円山球場）、8番・遊撃手として先発出場
- 初打点：1977年10月2日、対大洋ホエールズ26回戦（川崎球場）、2回表に間柴茂有から
- 初本塁打：1980年9月17日、対中日ドラゴンズ16回戦（明治神宮野球場）、1回裏に土屋正勝から同点ソロ

### 背番号
- 2（1976年 - 1978年）
- 41（1979年 - 1987年）
- 73（2000年 - 2007年）
- 96（2008年 - 2009年）
- 84（2010年 - 2011年）
- 74（2013年 - ）